# ダマン
ダマン（英語: Daman、ヒンディー語: दमन、ポルトガル語: Damão）とは、インドにあるアラビア海に面し、旧ポルトガル領だった町である。

## 歴史
1557年から1559年までグジャラートの貴族によってポルトガルに割譲された。
1961年にインド軍が武力侵攻し、ダマンはポルトガルからインドに併合された。
併合後、ゴア、ダマンおよびディーウ連邦直轄領の一部となる。1987年から2020年1月まではダマン・ディーウ連邦直轄領の、2020年1月以降はダードラー・ナガル・ハヴェーリーおよびダマン・ディーウ連邦直轄領の首府となっている。